# Роббинс, Чак
Чак Роббинс (англ. Chuck Robbins; род. ) — член совета директоров и генеральный директор Cisco Systems (2015 — н.в.). Член Американской академии искусств и наук (2019).

## Биография
Чак Роббинс родился в городе Грейсон, штат Джорджия. Он получил степень бакалавра математики в Университете Северной Каролины в Чапел-Хилле в 1987 году.

## Карьера в IT-отрасли
В 1997 году поступил на работу в компанию Cisco Systems.
Последние годы занимал должность старшего вице-президента по глобальной деятельности компании Cisco.
1 мая 2015 года вошёл в состав совета директоров компании Cisco.
4 мая 2015 года официально было объявлено, что Джон Чемберс сложит свои полномочия генерального директора и с 26 июля 2015 года Cisco возглавит Чак Роббинс. А 65-летний Чемберс, который находится у руля крупнейшего в мире производителя сетевого оборудования последние 20 лет, сохранит за собой пост председателя совета директоров и будет помогать своему преемнику адаптироваться к новой должности.